# Freek van Kraaikamp
Freek van Kraaikamp (19 januari 1985) is een Nederlands schrijver en columnist. In 2018 kwam zijn debuutroman Elitepauper uit bij uitgeverij Prometheus. Eerder schreef hij het boek Zou jij jezelf aannemen? In 2018 werd zijn debuutroman elitepauper door Staantribune gekozen tot voetbalboek van het jaar 2018.
Naast zijn werk als boekschrijver is Van Kraaikamp actief als columnist voor VICE Sports, Nieuwe Revu en NRC. Tevens is Van Kraaikamp loopbaancoach.
Van Kraaikamp was jarenlang fanatiek supporter van HFC Haarlem. Het hoofdpersonage in zijn boek Elitepauper lijdt een dubbelleven als succesvol bankier en voetbalhooligan. Van Kraaikamp zei hierover zelf dat het boek zeker geen autobiografie is, maar hij wel bekend is met beide decors die hij schetst.